# Alpo
Alpo (Allen Products) — собачий корм, продаваемый и производимый дочерней компанией Nestlé Purina PetCare.

## История
Бренд Alpo был основан в 1936 году Робертом Ф. Хансикером в Аллентауне, штат Пенсильвания. Изначально фабрика располагалась в небольшом здании на юго-западном углу Нью-стрит и Сидар-стрит.
В 1964 году компания Allen Products Company была приобретена компанией Liggett & Myers Tobacco Company. В 1980 году табачная компания Liggett & Myers была приобретена компанией Grand Metropolitan, а в 1986 году компания Alpo Petfoods, Inc. была продана компании Liggett Group. В 1995 году швейцарская компания Nestlé SA приобрела Alpo Petfoods, Inc. у Grand Metropolitan. В январе 2001 года компания Nestlé SA объявила о слиянии Nestlé Friskies с Ralston Purina в компанию Nestlé Purina PetCare Company.

## Маркетинг
В течение многих лет главным представителем телевизионной рекламы бренда был Лорн Грин, который создал концепцию поедания собственного собачьего корма, утверждая, что Alpo настолько хорош, что он кормит им своих собственных собак. Эд МакМэхон также долгое время ассоциировался с продуктом на телевидении, а Гарфилд был представителем бренда Alpo в 1990-е годы. 24 сентября 1968 года бренд Alpo являлся спонсором телевизионного новостного журнала «60 минут».
Компания Alpo также известна своими маркетинговыми кампаниями, нацеленными на владельцев «настоящих собак», пренебрегая потребителями, которые балуют своих собак.